# Frank Tarloff
Frank Tarloff (4 de febrero de 1916 – 25 de junio de 1999) fue un guionista estadounidense, ganador de un Óscar al mejor guion original e incluido en la lista negra de Hollywood.

## Biografía
Hijo de padres inmigrantes polacos, Tarloff creció en Brooklyn, donde fue al Abraham Lincoln High School y posteriormente al Brooklyn College. Comenzó a escribir para teatro y radio en la década de los 40 y su trabajo más destacado en cine fue Pórtate bien (Behave Yourself!) en 1951. Fue llamado a testificar ante el Comité de Actividades Antiestadounidenses en 1953, que lo catalogó de testigo hostil y fue introducido en la lista negra. Estuvo los siguientes doce años de su carrera viviendo en Inglaterra con su familia y escribiendo bajo pseudónimos como "David Adler" en shows como I Married Joan, The Real McCoys, The Dick Van Dyke Show o Andy Griffith Show.
Recibió un Óscar de la Academia por la película Operación whisky (Father Goose) junto a S. H. Barnett y Peter Stone y fue nominado también al Premio de Writers Guild of America a la mejor comedia por la misma cinta. Recibió otra nominación a los Premios WGA a la mejor comedia por Guía para el hombre casado (A Guide for the Married Man), que escribió en solitario. También es conocido por coescribir Comando secreto (The Secret War of Harry Frigg).
Volvió a la televisión a fonal de su carrera para escribir en la serie The Jeffersons.

## Premios y distinciones
Premios Óscar
| Año  | Categoría                        | Película         | Resultado |
| ---- | -------------------------------- | ---------------- | --------- |
| 1965 | Mejor argumento y guion original | Operación whisky | Ganador   |